# Col de Nassirah
Le col de Nassirah est un col de Nouvelle-Calédonie proche de Boulouparis.

## Géographie
Le col est situé à 371 m d'altitude. Il permet d'atteindre Thio par une route secondaire et offre des points de vue exceptionnels, avec notamment un panorama sur la baie de Boulouparis.
Aux alentours du col vit la tribu de Nassirah qui compte 135 habitants.

## Histoire
Une centaine d'hectares dans la vallée au nord-ouest du col disparaît dans un incendie en 2003. En 2013, une femme sapeur-pompier volontaire trouve la mort en se rendant au col où un feu avait été signalé.
En juillet 2014, un jeune de 16 ans y trouve la mort dans un accident de voiture.